# Tratamiento y reciclaje de residuos de la Comarca de Pamplona
La Mancomunidad de la Comarca de Pamplona gestiona los residuos urbanos desde 1987. La mancomunidad dispone del Centro de Tratamiento de Residuos de Góngora, donde se tratan los residuos de los 50 municipios integrados, así como los procedentes de la zona norte de Navarra (concretamente de las mancomunidades de Bortziriak y Malerreka, y del Ayuntamiento de Baztán).

## Sistema de gestión de los residuos urbanos en la Comarca de Pamplona
La gestión de los residuos de la mancomunidad se basa en los siguientes procesos:
- Su recogida selectiva y la selección de los materiales reciclables.

- El vertido controlado para la materia orgánica y la fracción resto.

- El aprovechamiento energético del gas generado a partir de la biomasa enterrada.

La recogida selectiva de la basura se realiza a través de contenedores en la mayoría de las poblaciones. Sin embargo, en algunos barrios de Pamplona, como el Casco Antiguo, está implantada la recogida neumática de basura. El sistema funciona desde febrero de 2011, y permite depositar los residuos en buzones de recogida, diferenciados para tres tipos de materiales: materia orgánica, envases, y papel y cartón. A través de una red de tuberías subterráneas, las bolsas con los residuos circulan impulsados por corrientes de aire hasta la central de recogida de Trinitarios.
-La mayoría de puntos de recogida de residuos es con contenedores de carga lateral ya que el sistema de carga trasera cada vez se va usando menos y el de lateral viene muy bien para Pamplona Porque es un sistema cómodo, práctico y medianamente simple.
-La otra parte de puntos es con contenedores de trasera fácilmente reconocibles con su color verde y con cuatro ruedas y con identificación como los de lateral.
-La actual flota de vehículos de recogida de residuos la componen 88 vehículos que se clasifican en camiones recolectores, camiones portacontenedores, furgonetas de mantenimiento y supervisión y lavacontenedores, todos ellos gestionados por scpsa.
-En el casco antiguo de Pamplona hay recogida de residuos con recogida neumática que actualmente recoge orgánica, resto no reciclable, envases y papel y cartón.(no recoge vidrio).
-Es un sistema que en su momento se pensó implantarse también en zonas como ripagaina o sarriguren pero que todavía están a la espera de su puesta en funcionamiento.
-En 2013 se puso en funcionamiento el quinto contenedor, fue una novedad ya que así se conseguía separar la orgánica del resto no reciclable, empezó en Barañáin y salió bastante bien. En el año 2014 se continuó con su expansión y poco a poco fue llegando a todos los barrios y pueblos de Pamplona y comarca. En el año 2015 se introdujo el quinto contenedor en formato de carga lateral, más espacioso y adaptado al actual sistema de recogida de residuos. Su extensión terminó en 2017.
-En vista de críticas hubo de todo, gente que lo apoyaba y gente que no. No tuvo muy buena acogida.
-En el año 2018 se inició en Nuevo Artica y Azpilgaña una prueba de contenedores con tarjeta asociada a cada domicilio con lo que se pretende mejorar los índices de recogida de materia orgánica, que aunque son buenos, pueden mejorar. En un principio se pensó extender este sistema en 2020 ya que tuvo mucho éxito y se pasó de un 25 a un 50% materia orgánica recogida. Por el tema del COVID-19 se retrasó y se espera que comience a extenderse en septiembre de 2021.
-A partir de 2021 (entre octubre y diciembre) comienza el despliegue oficial del nuevo sistema de contenedores con tarjeta.En una primera fase llegara a los barrios de mendillorri y sarriguren, en una segunda fase llegará al Ensanche y Beloso y en una tercera fase llegara a Mutilva, Arrosadia, Lezkairu y Ripagaina (estos dos últimos mediante recogida neumática). En 2022 y 2023 llegará a más barrios y municipios de la comarca de Pamplona. Supondrá el cambio más grande efectuado por la mancomunidad ya que además implicará un importante cambio de hábitos en la separación y recogida de estos residuos ya que el contenedor de materia orgánica y el de resto llevaran tarjeta y este último será de color gris,ya no será verde.Los demás contenedores (Envases,papel y vidrio no estaran cerrados).
-Mancomunidad pretende para el año 2030 ser neutra en emisiones por eso espera que en un futuro sus vehículos de recogida y el 60% de la flota del Transporte Urbano Comarcal de Pamplona se muevan con energía renovable propia ya que emiten un tercio de los gases de efecto invernadero.
-Esa energía se conseguirá en la futura planta que la mancomunidad proyecta poner en funcionamiento en 2023 en Imárcoain,ya que el centro de tratamiento de residuos urbanos de Gongora cerrara en 2022 por incumplir durante muchos años normativas ambientales.

### Flota actual del servicio (a día 06/06/2023)
| vehículos                           | año  | cargo que ocupa                 | unidades |
| ----------------------------------- | ---- | ------------------------------- | -------- |
| Man TG 310 A Geesinknorba           | 2002 | Recogida residuos carga trasera | 1        |
| Man TG 310 A Geesinknorba           | 2004 | Recogida residuos carga trasera | 2        |
| Man TG 310 A Carrocerías Astiz      | 2005 | Recogida de Vidrio              | 1        |
| Scania P270 DB6X2*4MNA Norba        | 2006 | Recogida residuos carga trasera | 1        |
| Iveco 35C14 Carrocerías Yoldi       | 2006 | Punto Limpio                    | 1        |
| Nissan Cabstar Carrocerías Yoldi    | 2006 | Mantenimiento                   | 1        |
| Man 18.285LLC Omb                   | 2006 | Lavacontenedores                | 2        |
| Iveco 50C15 Carrocerías Yoldi       | 2007 | Portacontenedores               | 3        |
| Iveco ML180E25/P Carrocerías Astiz  | 2007 | Recogida de Papel               | 1        |
| Scania P270 Ros Roca Cross          | 2007 | Recogida residuos carga trasera | 1        |
| Man TGM 18.280 Norba                | 2008 | Recogida residuos carga trasera | 1        |
| Iveco 35C15 Carrocerías Yoldi       | 2008 | Punto Limpio                    | 1        |
| Man TGS 26.360 Omb                  | 2009 | Recogida residuos carga lateral | 1        |
| Nissan Cabstar 35                   | 2010 | Recogida residuos carga trasera | 2        |
| Man TGS 26.320 Geesinknorba         | 2010 | Recogida residuos carga trasera | 1        |
| Ford Transit Carrocerías Yoldi      | 2010 | Punto Limpio                    | 1        |
| Man TGS 26.320 Farid                | 2011 | Recogida residuos carga lateral | 3        |
| Man TGS 26.320 Geesink              | 2012 | Recogida residuos carga lateral | 2        |
| Iveco AD260SYPS2P Farid             | 2013 | Recogida residuos carga lateral | 2        |
| Opel Vivaro                         | 2013 | Prerecogida                     | 4        |
| Iveco 35S14                         | 2017 | Lavado de Contenedores          | 3        |
| Scania Omb                          | 2017 | Recogida residuos carga lateral | 4        |
| Citroën Jumper                      | 2018 | Prerecogida                     | 4        |
| Daf CF 340 FAN Ams                  | 2018 | Recogida residuos carga lateral | 5        |
| Renault D18D WIDE Carrocerías Astiz | 2018 | Portacontenedores               | 2        |
| Renault D18D WIDE Semat             | 2018 | Recogida residuos carga trasera | 1        |
| Mitsubishi Fuso Canter 6C18         | 2019 | Punto Limpio                    | 2        |
| Daf CF 340 FAN Mazzocchia           | 2020 | Recogida residuos carga lateral | 3        |
| Daf CF 340 FAN Ros Roca Olympus     | 2020 | Recogida residuos carga trasera | 2        |
| Renault D18D WIDE Carrocerías Astiz | 2020 | Portacontenedores               | 2        |
| Iveco Daily                         | 2021 | Prerecogida                     | 8        |
| Volvo FE 350 Mazzocchia             | 2021 | Recogida residuos carga lateral | 3        |
| Volvo FE Ros Roca Olympus           | 2021 | Recogida residuos carga trasera | 1        |
| Daf LF Ros Roca Olympus             | 2021 | Recogida residuos carga trasera | 1        |
| Renault DWIDE Equipos Ferruz        | 2023 | Recogida residuos carga lateral | 2        |

| Infraestructura de recogida (2003)                                          |
| --------------------------------------------------------------------------- |
| Camiones recolectores:30 de trasera + 8 de lateral                          |
| Camiones pluma:4                                                            |
| Hidrolimpiadora:1                                                           |
| Tren de lavado en planta:1                                                  |
| Lavacontenedores:2 de trasera + 1 de lateral                                |
| Camión de recogida papel:2 plumas + Se utiliza alguno de los 8 recolectores |
| Camión de recogida vidrio:2 de recogida + 1 de lavado                       |
| Camión de recogida escombros:1                                              |

## El Centro de Tratamiento de Residuos de Góngora
En el Centro de Tratamiento de Residuos de Góngora se separan los materiales reciclables procedentes de la recogida selectiva de envases: plásticos, metales y tetrabriks, que se recuperan como materias primas para posteriores procesos de producción. En dicha selección se combinan sistemas electrónicos, mecánicos y manuales.
Los residuos orgánicos y el resto de los residuos no reciclables (los del contenedor verde) son trasladados a las celdas de vertido donde son compactados y cubiertos con tierra. Estas celdas están impermeabilizadas y cuentan con colectores para la captación de lixiviados, que son canalizados hasta la estación depuradora de aguas residuales de Arazuri. Una vez llenas, las celdas son selladas, y se procede a su revegetación.
Así mismo, las celdas disponen de tuberías para la captación del metano que se produce por la descomposición de la materia orgánica de los residuos. Este gas es almacenado en un gasómetro, y finalmente se realiza su combustión para obtener energía eléctrica.

## Repaso histórico a la gestión de los residuos urbanos en la Comarca de Pamplona
Entre 1960 y 1977 la basura de Pamplona se recogía en bolsas de papel, subvencionadas por el Ayuntamiento, para intentar facilitar la recuperación de sus componentes. Esta era trasladada a una planta de la empresa Aborgán, donde se realizaba una separación manual de la basura para recuperar materiales inertes, y producir compost con el resto. Pero al no existir una separación previa de la materia orgánica, el compost que se obtenía contenía gran cantidad de materiales impropios, lo que dificultó su comercialización, y la mayoría se empleó en el Señorío de Sarría (Puente la Reina). La planta cerró en 1977.
En los primeros años de la década de 1980, la Diputación Foral de Navarra desarrolló cuatro experiencias, en otras tantas poblaciones Navarras, de recogida selectiva de residuos sólidos urbanos para su posterior reutilización y reciclaje, y que en aquella ocasión fueron solamente de papel y vidrio.
Ante el éxito obtenido en estas experiencias, el Ayuntamiento de Pamplona, motivado por la urgente necesidad de encontrar una solución al vertedero de Arguiñariz que estaba a punto de verse colmatado, sacó a concurso público en 1983 una experiencia de recogida selectiva. El proyecto consistía en la separación de la basura en varias fracciones: vidrio, papel y cartón, trapos y ropa, materia orgánica e inerte y voluminosos; y se llevó a cabo en el barrio de Ermitagaña. El proyecto fue adjudicado al equipo Lorea, que anteriormente había desarrollado las iniciativas ya citadas.
La recogida de residuos se llevó a cabo con dos bolsas separadas: verdes para la materia orgánica y azules para los materiales inertes. La colaboración de la población en la recogida selectiva se estimó en un 75% con un grado de separación correcta del 85-90%. 
Esta experiencia fue interrumpida en febrero de 1985, debido a que la Audiencia Territorial de Pamplona otorgó el concurso a otro equipo, que no realizó ninguna actividad. Debido a este estancamiento, en agosto de 1985 el Gobierno de Navarra convocó un concurso público para encontrar un modelo definitivo de tratamiento y gestión para las basuras de toda la Comarca de Pamplona. 
El proyecto ganador del concurso, presentado también por Lorea, pretendió crear una planta piloto de compostaje y tratamiento del inerte, y una planta de lavado de botellas; pero solo esta última llegó a construirse y entrar en funcionamiento. Para la creación de la planta piloto de compost e inertes se habían elegido las instalaciones abandonadas de la mina de Potasas de Navarra. Pero el Concejo de Esparza de Galar, donde se ubicaban las instalaciones, mostró su oposición, lo que hizo que se desechara el proyecto. De este modo, la recogida selectiva de materia orgánica en la Comarca de Pamplona no sólo no llegó a extenderse más allá de Ermitagaña, sino que también desapareció de este barrio.

## Polémica por la construcción del centro de Góngora
En 1990 se desató la polémica en el Valle de Aranguren ante los inicios de las obras de un Centro de Tratamiento de Residuos. Los vecinos del valle se opusieron a la implantación de las instalaciones en Gongora, pero situadas cerca de Labiano. Los vecinos rechazaban que se tratara de un centro de reciclaje de residuos, y estaban convencidos de que se trataba de un gran vertedero donde sólo se reciclaría un reducido porcentaje de basura.
El 2 de abril de 1990, un centenar de vecinos se opusieron a la entrada de las máquinas que debían comenzar la construcción del centro de tratamiento de basuras. Para ello cruzaron decenas de tractores y pacas de paja en la carretera que da acceso al valle de Aranguren, en el término municipal de Zolina, realizando una sentada. La Guardia Civil les conminó a despejar la carretera, pero ante su negativa, cargó contra los concentrados. Se produjeron varios heridos, así como cinco detenciones, entre ellas las del alcalde del valle de Aranguren, José Antonio Villamayor, el cura párroco de Labiano, Jesús Equiza, y el secretario del concejo de Mutilva, José Manuel Sarasíbar.
Posteriormente se realizaron otras movilizaciones de protesta, entre ellas una huelga general en el valle. Finalmente, el 10 de abril de 1990 la Guardia Civil logró apartar varias de las barricadas colocadas en los accesos a la zona elegida para el vertedero, de manera que la maquinaria pudo comenzar los movimientos de tierras.
De este modo, el Centro de Tratamiento de Residuos Urbanos de Góngora inició su funcionamiento en junio de 1992.

## Planes de futuro
La mancomunidad plantea introducir un quinto contenedor para la materia orgánica, como forma de adecuarse al objetivo fijado por el Plan Integrado de Gestión de Residuos de Navarra (PIGRN) que contempla que para el año 2020 se recoja separadamente el 50% de los biorresiduos. Este quinto contenedor llevaría un sistema de cierre, para intentar conseguir un material de mayor calidad, que no tenga impropios. El sistema se completaría con el compostaje doméstico y comunitario, la recogida de grandes generadores de materia orgánica (como mercados, supermercados, hospitales...) y la recogida de poda y restos verdes.
Así mismo, el vertedero del Centro de Tratamiento de Residuos de Góngora cerrará sus puertas en el año 2022, tras treinta años de funcionamiento. Así lo acordaron la Mancomunidad de la Comarca de Pamplona y el Ayuntamiento del Valle de Aranguren después de la polémica surgida por su construcción.